# The Precipice Game
The Precipice Game es una película de 2016 dirigida por Wang Zao y protagonizada por Ruby Lin, Peter Ho, Jin Shijia, Gai Yuexi, y Wang Ji.

## Sinopsis
Liu Chenchen, una joven de espíritu libre, se rebela contra su familia adinerada y se fuga con su novio para unirse a una búsqueda del tesoro en un crucero. Pero lo que comenzó como un juego inocente con promesas de gran recompensa pronto se convierte en una batalla por la supervivencia cuando los concursantes se ven envueltos en un misterioso mundo de intriga y caos en el medio del mar. Liu confía solo en su ingenio y en sus nuevos amigos para sobrevivir, a la vez que desenmascara enemigos y descubre que nada es lo que parece. Pero a medida que sus compañeros son atacados uno por uno, Liu debe hacer todo lo posible para escapar.

## Reparto
- Ruby Lin como Liu Chenchen
- Peter Ho como Ye Qing
- Jin Shijia como Yu Bingchuan
- Gai Yuexi como Sun Meng
- Wang Ji como la madre de Liu Chenchen
- Li Lin como Chen Hongfan
- Li Shangyi como Liu Dapeng
- Yes como Chi Bang
- Shi Zhi como Chi Bang

## Producción
The Precipice Game fue filmado en Qingdao, China. El rodaje de la película concluyó en noviembre de 2015.